# Graphania stulta
Graphania stulta är en fjärilsart som beskrevs av Alfred Philpott 1905. Graphania stulta ingår i släktet Graphania och familjen nattflyn. Inga underarter finns listade i Catalogue of Life.